# Dermestes linearis
Dermestes linearis is een keversoort uit de familie spektorren (Dermestidae). De wetenschappelijke naam van de soort werd in 1788 gepubliceerd door Pietro Rossi.